# Orchidea. Niterói
Orchidea. Niterói (abreviado Orchidea (Niteroi)) fue una revista con ilustraciones y descripciones botánicas que fue editada en Río de Janeiro desde el año 1938 hasta 1940. Fue reemplazada por Orquídea. Rio de Janeiro.